# ملا نظيري
الملا نظيري (ازدهر 1420 م) هو شاعر فارسي في كشمير في عهد السلطان إسكندر (1378-1416، حكم من عام 1389 إلى عام 1413) ثم في بلاط زين العابدين (1423-1473).
وقد كتب العديد من الكتب المفقودة، بما في ذلك كتاب عن تاريخ كشمير مفقود بعنوان تاريخ كشمير. كانت الروايات الفارسية للملا نظيري، كما هو الحال مع روايات الملا أحمد الكشميري، والقاضي إبراهيم، وحسن قاري (1580 م)، إلى جانب السجلات السنسكريتية لجوناراجا (توفي عام 1659 م) وتلميذه سريفارا (تواريخ غير معروفة)، بمثابة مصادر لتاريخ القرن السابع عشر، ومنها تاريخ كشمير لحسن بن. علي كشميري (1616 م)، وبهارستان شاهي، وتاريخ كشمير لحيدر مالك (فارسي 1621، إنجليزي 1991).